# Anastazy Kozłowski
Anastazy Kozłowski herbu Jastrzębiec (ur. 1778 w Borku, zm. 1857 we Lwowie) – polski ziemianin.

## Życiorys

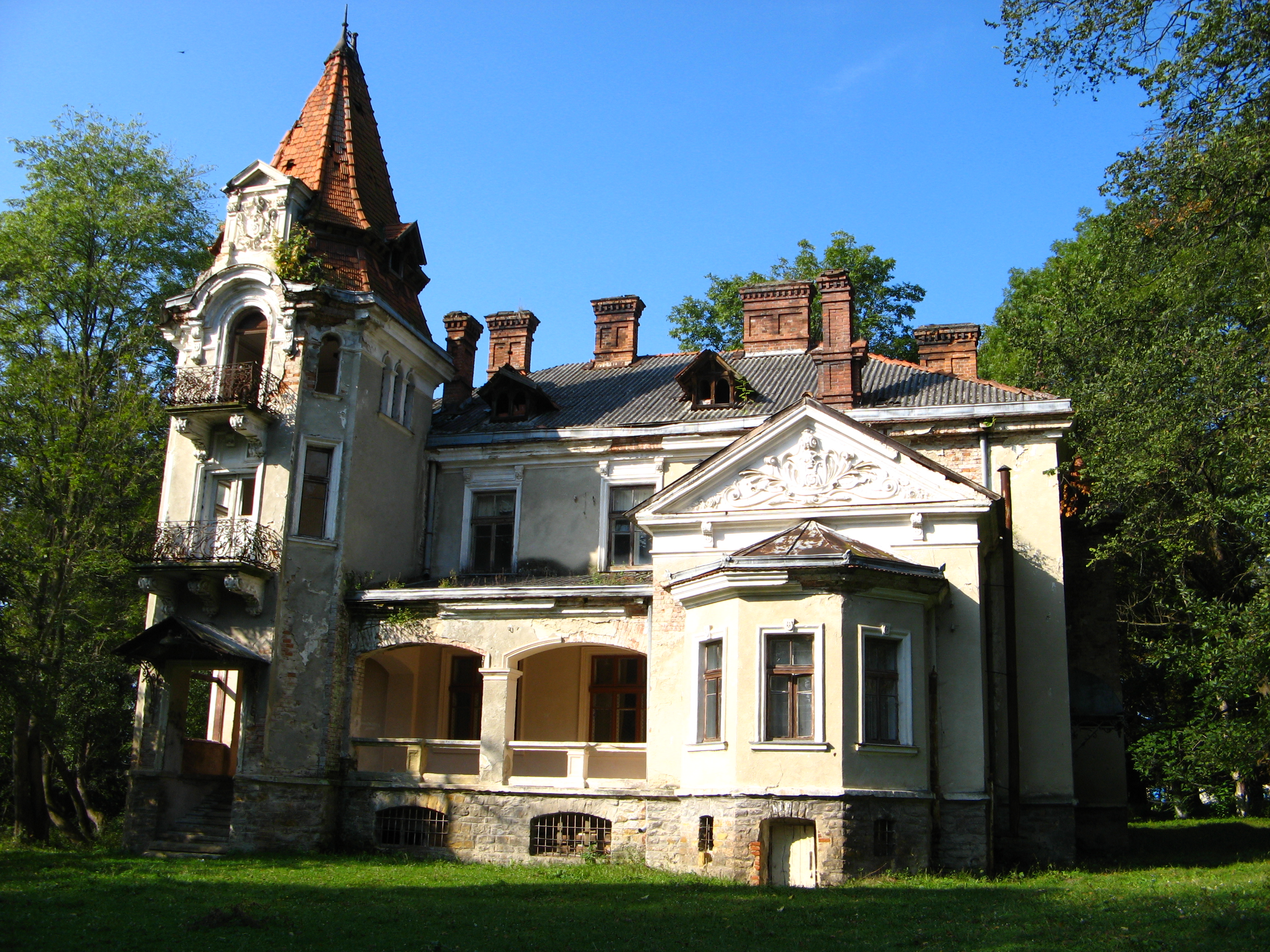
Pałac w byłych Zabłotcach

Wywodził się z rodu Kozłowskich herbu Jastrzębiec, pochodzących z ziemi mazowieckiej, osiadłej na Rusi czerwonej. Urodził się w 1778 w Borku. Był najmłodszym synem Antoniego Kozłowskiego (1729–1801, wojskowy, ziemianin) i Salomei z domu Krzyszkowskiej herbu Odrowąż (skarbnikówna bielska). Jego braćmi byli Wincenty, Antoni (zm. 1844), Florian (zm. 1855, dziedzic Lipy Górnej i Dolnej) - w 1782 wszyscy czterej zostali wylegitymowani ze szlachectwa w sądzie ziemskim przemyskim.
Do kresu życia był wieloletnim właścicielem majątków Leszczawka – do około 1856 i Malawa – do około 1857. Przejął odstąpione przez brata Antoniego dobra Zabłotce, które wcześniej posiadał ich ojciec i był ich właścicielem od około 1839 do około 1847. Został także dziedzicem majątków: Cieszyna, Szufnarowa. 
Był członkiem Stanów Galicyjskich. Do końca życia był członkiem Wydziału Krajowego (Landesausschuss) w grupie stanu panów w gronie stanu rycerskiego. Pełnił funkcje członka i komisarza stanowego galicyjskiego. 30 czerwca 1847 został mianowany czynnym członkiem Galicyjskiego Towarzystwa Gospodarskiego i pozostawał nim w kolejnych latach.
Jego pierwszą żoną była Wincentyna Wisłocka (córka Józefa Wisłockiego - chorążego bydgoskiego, dziedziczka Jureczkowej i Malawy), z którą miał: synów Tyrsysa (dziedzic Jureczkowej, oficer powstania listopadowego w 1831, zesłaniec, zm. 1860 w Malawie jako kawaler) i Brunona (oficer powstania listopadowego w 1831, zm. 1847 w Przemyślu jako kawaler) oraz córkę Amelię (zm. 1850, dziedziczka Jureczkowej, żona Mikołaja Korwina - powstańca listopadowego, kapitana wojsk polskich). W 1822 w Hermanowicach ożenił się po raz drugi, poślubiając Różę Kraińską herbu Jelita (zm. 1876), która około 1847 przejęła po nim Zabłotce. Ich dziećmi byli: Bronisława (ur. 1825, żona barona Seweryna Doliniańskiego), Włodzimierz (oficer wojsk austriackich do 1846, w 1848 walczył na Węgrzech, osiadł w Turcji, gdzie zmarł w 1858) i Zygmunt (1831-1893, dziedzic Leszczawki, Malawy, Rożubowic, Stanisławczyka, ziemianin, poseł).
Zmarł w 1856 we Lwowie. Został pochowany na Cmentarzu Łyczakowskim we Lwowie.